# Rew
Rew es un lugar designado por el censo ubicado en el condado de McKean en el estado estadounidense de Pensilvania. En el Censo de 2010 tenía una población de 199 habitantes y una densidad poblacional de 79,87 personas por km².

## Geografía
Rew se encuentra ubicado en las coordenadas 41°53′56″N 78°32′20″O / 41.89889, -78.53889. Según la Oficina del Censo de los Estados Unidos, Rew tiene una superficie total de 2.49 km², de la cual 2.49 km² corresponden a tierra firme y (0%) 0 km² es agua.

## Demografía
Según el censo de 2010, había 199 personas residiendo en Rew. La densidad de población era de 79,87 hab./km². De los 199 habitantes, Rew estaba compuesto por el 99.5% blancos, el 0% eran afroamericanos, el 0% eran amerindios, el 0% eran asiáticos, el 0% eran isleños del Pacífico, el 0% eran de otras razas y el 0.5% pertenecían a dos o más razas. Del total de la población el 0% eran hispanos o latinos de cualquier raza.